# Наташа Гастінгс
Ната́ша Га́стінгс  (англ. Natasha Hastings, 23 липня 1986) — американська легкоатлетка, олімпійка.

## Виступи на Олімпіадах
| Олімпіада           | Дисципліна              | Місце                |
| ------------------- | ----------------------- | -------------------- |
| Пекін 2008          | естафета 4 x 400 метрів | 1 (попередні забіги) |
| Ріо-де-Жанейро 2016 | естафета 4 x 400 метрів | 1                    |